# Escuela Nacional Superior de Minas de París

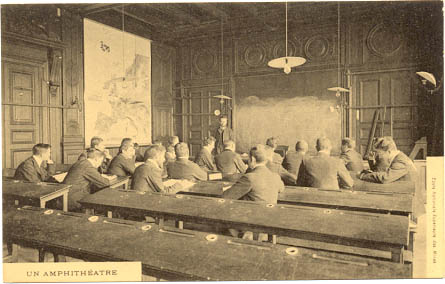
Las lecciones en el.

MINES ParisTech es el nombre oficial de la escuela de Minas (antigua École nationale supérieure des mines de Paris en idioma francés) de ParisTech.
Fue creada por un real decreto de Luis XVI el 19 de marzo de 1783, para formar directores intelligentes para las minas del reino, como École nationale supérieure des mines de Paris (o simplemente Mines Paris).
Es una de las más célebres y prestigiosas Grandes Escuelas de ingenieros francesa. 
Cuando fue creada, la explotación de las minas era la industria de alta tecnología por excelencia. En efecto, esta requería solucionar problemas complejos y variados: la gestión técnica y económica de la mina, la seguridad de los mineros, la resolución de los graves conflictos sociales o la gestión geoestratégica de las materias extraídas. Así, las competencias que la Escuela enseña a sus alumnos cubren un amplio espectro de disciplinas, y se han ido adaptando a lo largo de la historia hasta llegar a ser actualmente una escuela de ingenieros generalistas con vocación transversa y pluridisciplinar.
Es una de las instituciones más antiguas y prestigiosas del ParisTech (Paris Institute of Technology).

## Historia
Creada por un decreto del "Conseil du Roi" el 19 de marzo de 1783, la primera escuela de minas fue installada en el Hôtel des Monnaies en París.
Desaparece en 1791 durante el periodo revolucionario, y es fundada de nuevo por un decreto del "Comité de Salut public" el 13 de messidor del año II de la república (1794). Poco después se traslada a Saboya, que en esta época pertenecía a Francia, por el decreto consular del 23 de pluviôse del año X de la república (1802).
Después de los acontecimientos de 1814, la Escuela se restablece definitivamente en París por la ordenanza del 6 de diciembre de 1816, y se establece su sede en el Hôtel de Vendôme, junto al Jardín del Luxemburgo, emplazamiento privilegiado que todavía conserva actualmente.
En 1967 la Escuela se extendió a Fontainebleau y Évry, y en 1976 al parque tecnológico de Sophia Antípolis en el sureste de Francia.
El lema de la Escuela es: "Teoría y Práctica".